# Galinduste
Galinduste település Spanyolországban, Salamanca tartományban. Galinduste Pelayos, Galisancho, Anaya de Alba, Horcajo Medianero és Armenteros községekkel határos. Lakosainak száma 400 fő (2024).

## Népesség
A település népessége az elmúlt években az alábbi módon változott:
| Lakosok száma | 571  | 540  | 510  | 500  | 470  | 467  | 440  | 427  | 404  | 400  |
|               | 2001 | 2004 | 2007 | 2009 | 2012 | 2014 | 2017 | 2019 | 2022 | 2024 |